# Goodenia stelligera
Goodenia stelligera är en tvåhjärtbladig växtart som beskrevs av Robert Brown. Goodenia stelligera ingår i släktet Goodenia och familjen Goodeniaceae. Inga underarter finns listade i Catalogue of Life.

## Bildgalleri

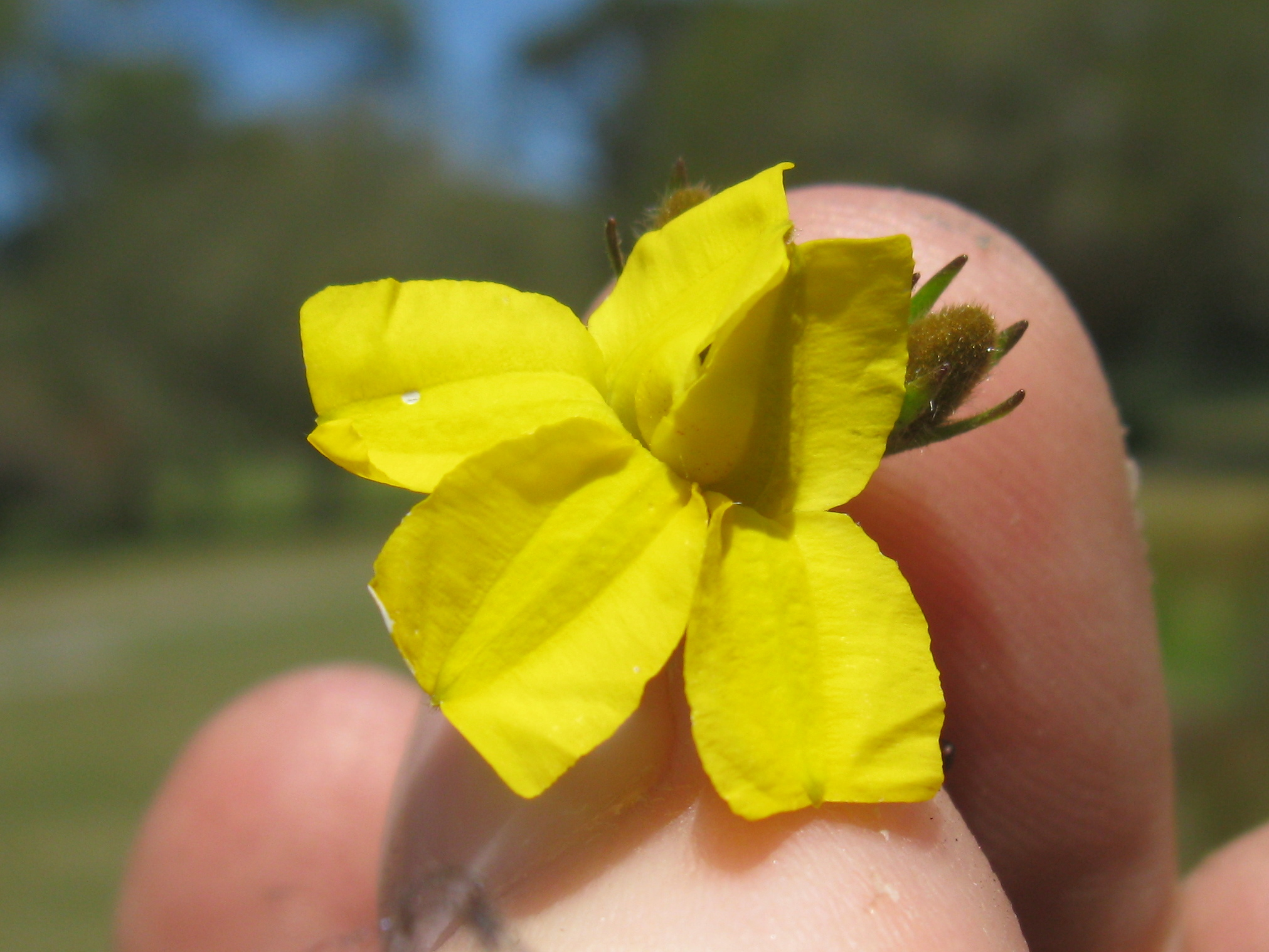